# Lijst van voetbalinterlands Ecuador - Zambia
Deze lijst van voetbalinterlands is een overzicht van alle officiële voetbalwedstrijden tussen de nationale teams van Ecuador en Zambia. De landen speelden tot op heden twee keer tegen elkaar, te beginnen met een wedstrijd op 4 juni 1995 tijdens een vriendschappelijk toernooi in Changwon (Zuid-Korea). Het laatste duel, tijdens datzelfde toernooi, werd gespeeld op 12 juni 1995 in Seoel (Zuid-Korea).

## Wedstrijden
| № | Plaats   | Datum        | Competitie        | Wedstrijd        | Uitslag |
| - | -------- | ------------ | ----------------- | ---------------- | ------- |
| 1 | Changwon | 4 juni 1995  | Vriendschappelijk | Zambia – Ecuador | 1 – 4   |
| 2 | Seoel    | 12 juni 1995 | Vriendschappelijk | Zambia – Ecuador | 0 – 1   |

## Samenvatting
| Competitie        | Totaal gespeeld | Winst Ecuador | Gelijk | Winst Zambia | Doelsaldo Ecuador – Zambia |
| ----------------- | --------------- | ------------- | ------ | ------------ | -------------------------- |
| Vriendschappelijk | 2               | 2             | 0      | 0            | 5 − 1                      |
| Totaal            | 2               | 2             | 0      | 0            | 5 − 1                      |

Wedstrijden bepaald door strafschoppen worden, in lijn met de FIFA, als een gelijkspel gerekend.

## Details

### Eerste ontmoeting
| Vriendschappelijk (Changwon, Zuid-Korea, 4 juni 1995): |              | |
| Ecuador | 4 – 1        | Zambia |
| Eduardo Hurtado 19' Eduardo Hurtado 66' Eduardo Hurtado 78' Eduardo Hurtado 81' | goals        | 51' Johnson Bwayla |
| Francisco Maturana | bondscoach   | Roald Poulsen |
| José Cevallos Iván Hurtado ??' Máximo Tenorio Luis Capurro Ulises de la Cruz Nixon Carcelén Wilfrido Verduga ??' Juan Carlos Garay Diego Herrera Hjalmar Zambrano ??' Eduardo Hurtado | opstellingen | James Phiri Hilary Makasa Elijah Litana Aggrey Chiyangi Harrison Chongo Vincent Mutale Alex Namzaba Dennis Lota ??' Douglas Mwamba Sunday Kalunga ??' Johnson Bwayla |
| José Mora ??' Energio Diaz ??' Juan Guamán ??' | wissels      | ??' Changa Chaiwa ??' Lewis Mulenga |

### Tweede ontmoeting
| Vriendschappelijk (Seoel, Zuid-Korea, 12 juni 1995): |              | |
| Ecuador | 1 – 0        | Zambia |
| Energio Díaz 57' | goals        | |
| Francisco Maturana | bondscoach   | Roald Poulsen |
| José Cevallos Iván Hurtado Máximo Tenorio Luis Capurro Juan Guamán Nixon Carcelén Juan Carlos Garay José Mora Diego Herrera Energio Díaz Eduardo Hurtado | opstellingen | James Phiri Jones Mwewa Elijah Tana Aggrey Chiyangi Harrison Chongo Vincent Mutale Alex Namzaba Dennis Lota Sunday Kalunga ??' Johnson Bwayla Elijah Litana |
| | wissels      | ??' Lewis Mulenga |

FEF · A-internationals · Bondscoaches · Selecties · Statistieken · Ecuadoraans vrouwenelftal · Olympisch elftal · Ecuador U21 · Ecuador U20 · Ecuador U18 · Ecuador U17
1938 – 1949 ·
1950 – 1959 ·
1960 – 1969 ·
1970 – 1979 ·
1980 – 1989 ·
1990 – 1999 ·
2000 – 2009 ·
2010 – 2019 ·
2020 − 2029
WK 2002 · 
WK 2006 · 
WK 2014
1938 · 
1939 · 
1940 · 
1941 · 
1942 · 
1943 · 1944 · 
1945 · 
1946 · 
1947 · 
1948 · 
1949 · 
1950 · 1951 · 1952 · 
1953 · 
1954 · 
1955 · 
1956 · 
1957 · 
1958 · 
1959 · 
1960 · 
1961 · 1962 · 
1963 · 
1964 · 
1965 · 
1966 · 
1967 · 1968 · 
1969 · 
1970 · 
1971 · 
1972 · 
1973 · 
1974 · 
1975 · 
1976 · 
1977 · 
1978 · 
1979 · 
1980 · 
1981 · 
1982 · 
1983 · 
1984 · 
1985 · 
1986 · 
1987 · 
1988 · 
1989 · 
1990 · 
1991 · 
1992 · 
1993 · 
1994 · 
1995 · 
1996 · 
1997 · 
1998 · 
1999 · 
2000 · 
2001 · 
2002 · 
2003 · 
2004 · 
2005 · 
2006 · 
2007 · 
2008 · 
2009 · 
2010 · 
2011 · 
2012 · 
2013 · 
2014 · 
2015 · 
2016 · 
2017 ·
2018 ·
2019 ·
2020 ·
2021 ·
2022
Argentinië ·
Armenië ·
Australië ·
Bolivia · 
Brazilië ·
Bulgarije ·
Canada ·
Chili ·
Colombia ·
Costa Rica ·
Cuba ·
Denemarken ·
DDR ·
Duitsland ·
El Salvador ·
Engeland ·
Estland ·
Finland ·
Frankrijk ·
Griekenland ·
Guatemala ·
Haïti ·
Honduras ·
Ierland ·
Irak ·
Iran ·
Italië ·
Jamaica ·
Japan ·
Joegoslavië ·
Jordanië ·
Kaapverdië ·
Koeweit ·
Kroatië · 
Libanon ·
Mexico ·
Nederland ·
Nigeria ·
Noord-Macedonië ·
Oeganda ·
Oman ·
Panama ·
Paraguay ·
Peru ·
Polen ·
Portugal ·
Qatar ·
Roemenië ·
Saoedi-Arabië ·
Schotland ·
Senegal ·
Spanje ·
Trinidad en Tobago ·
Turkije · 
Uruguay ·
Venezuela ·
Verenigde Staten ·
Wit-Rusland ·
Zambia ·
Zuid-Afrika ·
Zuid-Korea ·
Zweden ·
Zwitserland
Costa Rica (2006) · 
Duitsland (2006) · 
Engeland (2006) · 
Frankrijk (2014) · 
Honduras (2014) · 
Nederland (2022) · 
Polen (2006) · 
Qatar (2022) · 
Zwitserland (2014)
FAZ · 
A-internationals · 
Selecties · 
Statistieken · 
Zambiaans vrouwenelftal · 
Olympisch elftal · 
Zambia U21 · 
Zambia U20 · 
Zambia U18 · 
Zambia U17
1964 – 1979 ·
1980 – 1989 ·
1990 – 1999 ·
2000 – 2009 ·
2010 – 2019 ·
2020 − 2029
1964 ·
1965 ·
1966 ·
1967 ·
1968 ·
1969 ·
1970 ·
1971 ·
1972 ·
1973 ·
1974 ·
1975 ·
1976 ·
1977 ·
1978 ·
1979 ·
1980 ·
1981 ·
1982 ·
1983 ·
1984 ·
1985 ·
1986 ·
1987 ·
1988 ·
1989 ·
1990 ·
1991 ·
1992 ·
1993 ·
1994 ·
1995 ·
1996 ·
1997 ·
1998 ·
1999 ·
2000 ·
2001 ·
2002 ·
2003 ·
2004 ·
2005 ·
2006 ·
2007 ·
2008 ·
2009 ·
2010 ·
2011 ·
2012 ·
2013 ·
2014 ·
2015 ·
2016 ·
2017 ·
2018 ·
2019 ·
2020 ·
2021 ·
2022
Algerije · 
Angola ·
België ·
Benin ·
Botswana ·
Brazilië ·
Burkina Faso ·
Burundi ·
Chili ·
China ·
Comoren ·
Congo-Brazzaville ·
Congo-Kinshasa ·
Djibouti ·
Ecuador ·
Egypte ·
Equatoriaal-Guinea ·
Ethiopië ·
Gabon ·
Gambia ·
Ghana ·
Guinee ·
Guinee-Bissau ·
Honduras ·
India ·
Irak ·
Iran ·
Israël ·
Ivoorkust ·
Jamaica ·
Japan ·
Jemen ·
Jordanië ·
Kaapverdië ·
Kameroen ·
Kenia ·
Koeweit ·
Lesotho ·
Liberia ·
Libië ·
Madagaskar ·
Malawi ·
Mali ·
Marokko ·
Mauritanië ·
Mauritius ·
Mozambique ·
Namibië ·
Niger ·
Nigeria ·
Noord-Korea ·
Oeganda ·
Oman ·
Rwanda ·
Saoedi-Arabië ·
Senegal ·
Seychellen ·
Sierra Leone ·
Soedan ·
Somalië ·
Swaziland ·
Tanzania ·
Togo ·
Tsjaad ·
Tunesië ·
Zimbabwe ·
Zuid-Afrika ·
Zuid-Korea
Ivoorkust (2012)